# Lullaby For You
「Lullaby For You」（ララバイ・フォー・ユー）は、JYONGRIの3rdシングル。東芝EMIから、2007年7月25日発売。

## 収録曲
全作詞･作曲: JYONGRI
1. Lullaby For You
  - 編曲: 森俊之
2. Catch me
  - 編曲: Jimmy Lewis & Terry Lewis
3. Lovers DRIVE
  - 編曲: 本田優一郎
4. ～約束～ Live Version
  - 編曲: 鳥山雄司
5. Lullaby For You (Instrumental)
6. Catch me (Instrumental)
7. Lovers DRIVE (Instrumental)

## 解説
- 「Lullaby For You」はスクウェア・エニックスより発売の、すばらしきこのせかいのテーマソングとして起用されている。
- 「Catch me」はフジテレビの深夜番組、『クロノス』のエンディングテーマとなっている。
- ジュエリーマキのCMソングで話題となった「～約束～」のライブバージョンも収録されている。